# 沙貝利內
50°25′26″N 37°19′7″E / 50.42389°N 37.31861°E
沙貝利內（烏克蘭語：Шабельне）是位於烏克蘭東部的村莊，由哈爾科夫州丘胡伊夫区的沃夫昌斯克市鎮負責管轄。該村始建於1699年，面積0.69平方公里，海拔高度176米，2001年人口2，人口密度每平方公里2.9人。